# 1901 a filmművészetben

## Események
- Zsitkovszky Béla fényképész az Uránia Tudománynépszerűsítő Színház (a mai Filmszínház) teraszán és más helyszíneken, parádés szereposztással (Blaha Lujza, Fedák Sári, Hegedűs Gyula) – 27 egyperces filmet forgat Pekár Gyula táncművészetről szóló előadásának illusztrációjaként.
- április 30. – Az Urániában bemutatják A táncz című dokumentum rövidfilmeket.
- május 1. – A Tisza mozi helyén megnyílik a Velence Kávéház „Amerikából most érkezett képekkel”, ahogy a hirdetésszöveg reklámozza, képnek nevezve a filmet.
- november 14. – Az Edison Company kinevezi Edwin S. Portert híradójellegű filmjei főoperatőrének.
- december 31. – A Pathé Fréres cég 70 filmet készített ebben az évben.
- Georges Méliès a Gumifejű ember című filmjében először alkalmaz fártot, azaz sínen mozgó felvevőgépet.

## Magyar filmek
- Zsitkovszky Béla – A táncz

## Filmbemutatók
- L'homme à la tête de caoutchouc (A gumifejű ember), rendezte Georges Méliès
- Barbe bleu, rendezte Georges Méliès
- Histoire d'un crime és La visite du tsar à Paris, rendezte Ferdinand Zecca

## Születések
| Hónap      | Nap | Név               | Szakma                                | Meghalt |
| Január     | 9   | Bánky Vilma       | színésznő                             | 1991    |
| Január     | 14  | Bebe Daniels      | színésznő                             | 1971    |
| Január     | 25  | Mildred Dunnock   | színésznő                             | 1991    |
| Február    | 1   | Clark Gable       | színész                               | 1961    |
| Február    | 6   | Ben Lyon          | színész                               | 1979    |
| Február    | 9   | Brian Donlevy     | színész                               | 1972    |
| Február    | 10  | Stella Adler      | színésznő                             | 1992    |
| Február    | 16  | Chester Morris    | színész                               | 1970    |
| Február    | 22  | Ken G. Hall       | rendező                               | 1994    |
| Február    | 22  | Mildred Davis     | Színésznő                             | 1969    |
| Február    | 25  | Zeppo Marx        | színész, humorista                    | 1979    |
| Február    | 25  | Mildred Dunnock   | színésznő                             | 1991    |
| Február    | 28  | Sylvia Field      | színésznő                             | 1998    |
| Március    | 6   | Mark Donszkoj     | rendező                               | 1981    |
| Március    | 27  | Carl Barks        | karikaturista                         | 2000    |
| Április    | 5   | Melvyn Douglas    | színész                               | 1981    |
| Április    | 9   | Paul Willis       | színész                               | 1960    |
| Május      | 7   | Gary Cooper       | színész                               | 1961    |
| Május      | 21  | Sam Jaffe         | forgatókönyvíró, rendező, producer    | 2000    |
| Június     | 3   | Maurice Evans     | színész                               | 1989    |
| Június     | 6   | Véra Korène       | színésznő                             | 1996    |
| Június     | 18  | Llewellyn Rees    | színész                               | 1994    |
| Június     | 22  | Naunton Wayne     | színész                               | 1970    |
| Június     | 29  | Nelson Eddy       | színész                               | 1967    |
| Június     | 29  | Frieda Inescort   | színésznő                             | 1976    |
| Július     | 7   | Vittorio De Sica  | színész, filmrendező, forgatókönyvíró | 1974    |
| Július     | 28  | Rudy Vallee       | színész, énekes                       | 1986    |
| Augusztus  | 4   | Louis Armstrong   | színész, énekes                       | 1971    |
| Augusztus  | 9   | Charles Farrell   | színész                               | 1990    |
| Szeptember | 5   | Florence Eldridge | színésznő                             | 1988    |
| Szeptember | 6   | Bilicsi Tivadar   | színész                               | 1981    |
| Szeptember | 12  | Ben Blue          | színész                               | 1975    |
| Szeptember | 25  | Robert Bresson    | rendező                               | 1999    |
| Szeptember | 26  | George Raft       | színész                               | 1980    |
| Szeptember | 28  | Ed Sullivan       | televíziós műsorvezető, humorista     | 1974    |
| Október    | 20  | Evelyn Brent      | színésznő                             | 1975    |
| November   | 22  | Lee Patrick       | színésznő                             | 1982    |
| November   | 29  | Mildred Harris    | színésznő                             | 1944    |
| December   | 5   | Walt Disney       | animációs rendező                     | 1966    |
| December   | 7   | Troy Sanders      | zeneszerző                            | 1959    |
| December   | 9   | Carol Dempster    | színésznő                             | 1991    |
| December   | 27  | Marlene Dietrich  | színésznő                             | 1992    |